# Urszula Hofman
Urszula Hofman (ur. 16 stycznia 1995) – polska judoczka.
Zawodniczka klubów: KS AZS-AWF Wrocław (2008-2009), MKS Juvenia Wrocław (od 2010). Brązowa medalistka młodzieżowych mistrzostw Europy 2015. Mistrzyni Polski seniorek 2016 oraz dwukrotna brązowa medalistka mistrzostw Polski seniorek w kategorii do 70 kg (2012, 2015). Ponadto m.in. dwukrotna mistrzyni Polski juniorek (2012, 2013).